# متهودون (مسيحية)

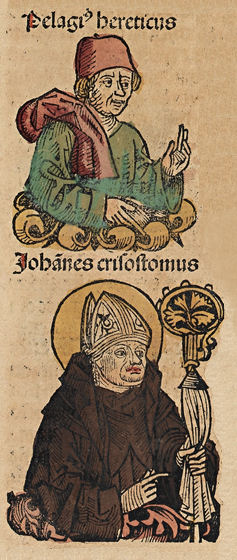

المتهودون هو مصطلح يطلق على المسيحيين الذين يُصرّون على وجوبية إتّباع شريعة موسى. عُرف هذا المصطلح بعد استخدامه على نطاق واسع في العهد الجديد باليونانية في رسالة بولس إلى أهل غلاطية حين طعن بولس الطرسوسي في بطرس على الملأ قائلاً بأنه يُهوّد الوثنيين حديثي التحوّل إلى المسيحية، فيما يُعرف بحادثة أنطاكية [الإنجليزية].
شمل هذا المصطلح الجماعات التي طالبت بضرورة مواصلة إتّباع شريعة موسى الموجودة في الأسفار الخمسة الأولى من العهد القديم، وهو المصطلح الذي رفضته إحدى تلك الجماعات وهم السبتيون لما تحمله الكلمة من معاني التحقير. يؤمن معظم المسيحيون بأن أجزاء كثيرة من العهد القديم استبدلت بالجديد، بينما يؤمن بعض البروتستانت المعاصرون أنه ألغي تمامًا واستبدل بشريعة المسيح. بدأ الجدل حول مسالة التهويد في عصر الرسل في مجلس أورشليم وبعد حادثة أنطاكية، وفي الوقت الذي أثيرت فيه قضايا بولس الرسول واليهودية [الإنجليزية] والوصايا العشر وأخلاق المسيحية.

## وصلات خارجية
- الموسوعة الكاثوليكية: المتهودون (بالإنجليزية)
- الموسوعة اليهودية: المتهودون (بالإنجليزية)